# European Fair Trade Association
EFTA (European Fair Trade Association) è un'associazione costituita da undici centrali d'importazione di prodotti del commercio equo e solidale, distribuite in nove paesi europei (Austria, Belgio, Francia, Germania, Gran Bretagna, Italia, Paesi Bassi, Spagna e Svizzera). EFTA è stata fondata in modo informale nel 1987 da alcune delle prime e più importanti centrali d'importazione. Nel 1990 diventa a tutti gli effetti l'associazione europea del commercio equo e solidale.
Lo scopo di EFTA è quello di supportare le organizzazioni membri nel loro lavoro e incoraggiarle alla cooperazione e alla coordinazione. In questo modo viene facilitato lo scambio di informazioni e si creano le condizioni per una migliore gestione delle risorse.
EFTA ha un ufficio a Bruxelles che coordina i progetti e le attività legate al commercio equo e solidale, cercando di facilitare lo sviluppo del fair trade in Europa.